# Federació Europea de Bancs Ètics i Alternatius
La Federació Europea de Bancs Ètics i Alternatius reuneix diversos bancs europeus que tenen com a objectiu permetre una gestió ètica de les finances.
Es va crear el 2001 i reuneix 24 institucions financeres de 12 països diferents.
Molts dels membres són cooperatives.

## Membres
Els membres fundadors de l'organització són:
- Banca Popolare Etica
- Caisse Solidaire Nord Pas de Calais
- Crédal
- Crédit Coopératif
- Hefboom
- La Nef
- Tise

Els membres actuals de ple dret:
| Entitat                                  | País                 |
| ---------------------------------------- | -------------------- |
| APS Bank                                 | Malta                |
| Banca Popolare Etica / Fiare Banca Etica | Itàlia i Espanya     |
| Alternative Bank Schweiz                 | Suïssa               |
| Cassa Centrale Banca                     | Itàlia               |
| Colonya Caixa Pollença                   | Espanya              |
| Community Finance Ireland                | Irlanda i Regne Unit |
| Coop57                                   | Espanya              |
| Cooperative Bank of Chania               | Grècia               |
| Cooperative Bank of Karditsa             | Grècia               |
| Credal                                   | Bèlgica              |
| Credit Cooperatif                        | França               |
| Cultura Bank                             | Noruega              |
| Femu Qui                                 | França               |
| France Active                            | França               |
| Hefboom                                  | Bèlgica              |
| La Nef                                   | França               |
| Les Scop                                 | França               |
| Merkur Cooperative Bank                  | Dinamarca            |
| Sefea Holding SC                         | Itàlia               |
| Sidi                                     | France               |
| TISE                                     | Polònia              |